# Rosse timaliahoningeter
De rosse timaliahoningeter (Timeliopsis griseigula) is een zangvogel uit de familie Meliphagidae (honingeters).

## Verspreiding en leefgebied
Deze soort is endemisch in Nieuw-Guinea en telt twee ondersoorten:
- T. g. griseigula: westelijk Nieuw-Guinea.
- T. g. fulviventris: noordoostelijk en zuidoostelijk Nieuw-Guinea.

## Status
De grootte van de populatie is niet gekwantificeerd maar de soort wordt omschreven als doorgaans schaars maar plaatselijk soms vrij algemeen. Op de Rode lijst van de IUCN heeft deze soort de status niet bedreigd.